# Меркулов, Геннадий Константинович
Геннадий Константинович Меркулов (12 мая 1940 — 14 мая 2015) — глава администрации Рязанской области с 1994 по 1996 год.

## Биография
Родился 12 мая 1940 года в г. Златоуст Челябинской области.

### Образование и трудовая деятельность
Окончил Челябинский политехнический институт в 1965 году.
Трудовую деятельность начал в 1958 году помощником сталевара на заводе в Златоусте, работал формовщиком, мастером на Челябинском заводе им. Орджоникидзе.
С 1965 по 1972 год — технолог, начальник литейного цеха, главный металлург Челябинского завода им. Горького.
С 1972 по 1975 год — начальник сектора, заместитель директора Хабаровского филиала ЦНИИ «Компас». С 1975 год — главный металлург, главный инженер, директор Рязанского филиала автоагрегатного завода ПО ЗИЛ.

### Политическая деятельность
С 1986 по 1989 год — заместитель председателя Исполкома Рязанского городского Совета. С 1989 по 1991 год — генеральный директор Московского НПО «ВНИИ ЛИТМАШ».
С 1992 года — председатель Исполнительного комитета Ассоциации производителей литейного оборудования «АЛИТО».
С 1992 по 1994 год — заместитель главы администрации Рязани.
В январе 1994 года был назначен главой администрации Рязанской области. За время его нахождения в должности произошёл развал экономики и финансов области, сильное недовольство бюджетников и пенсионеров, активно циркулировали слухи о коррупции и многочисленных злоупотреблениях в администрации. С января 1996 года по должности вошел в Совет Федерации второго созыва, был членом Комитета по бюджету, налоговой политике, финансовому, валютному и таможенному регулированию, банковской деятельности. Был отправлен в отставку в октябре 1996 года за несколько месяцев до выборов.
C 17 марта 1997 года по 29 января 2000 года являлся полномочным представителем Президента в Рязанской области.
Входил в Совет по местному самоуправлению при Президенте Российской Федерации. Являлся членом Совета движения «Наш дом — Россия» с 1995 года.
В 2005 году назначен советником губернатора по развитию Рязани.
Скончался в ночь на 14 мая 2015 года после тяжёлой продолжительной болезни. Похоронен 16 мая на Скорбященском кладбище г. Рязани.